# Richard Müller (Agrarwissenschaftler)
Richard Müller (* 11. August 1912 in Köln-Weiden; † 31. Oktober 2005) war ein deutscher Agrarwissenschaftler und Hochschullehrer.

## Leben
Der Lehrersohn Richard Müller legte sein Abitur am Kölner Schillergymnasium ab. Daran anschließend absolvierte er eine landwirtschaftliche Ausbildung. 1934 nahm er das Studium der Agrarwissenschaften an der Rheinischen Friedrich-Wilhelms-Universität Bonn auf, das er 1939 mit der Promotion zum Dr. agr. abschloss.
In der Folge erhielt Müller dort eine Stelle als Wissenschaftlicher Assistent, 1941 habilitierte er sich als Privatdozent im Fach Tierernährung, 1947 wurde er zum nichtbeamteten außerplanmäßigen Professor, 1961 zum außerordentlichen Professor ernannt. Im Jahre 1967 wurde Richard Müller zum ordentlichen Professor und Leiter des Instituts für Tierernährung bestellt. Müller, dessen Forschungsschwerpunkt der Pansenbiologie sowie der Bewertung der Futterproteine galt, wurde 1978 emeritiert. Ihm folgte Ernst Pfeffer nach.
Richard Müller, der 1941 Katharina Sibenhorn ehelichte, verstarb Ende Oktober 2005 im Alter von 93 Jahren.

## Schriften
- Das Eiweißminimum beim Schaf und seine Bedeutung für die Stoffwechseltechnik beim Wiederkäuer. Dissertation Universität Bonn, Mayr, Würzburg, 1938
- Untersuchungen über den Eiweißwert von Luzernesilage : Ein Beitrag zur Frage der Eiweiß- und Amidverwertung beim Wiederkäuer. in: Zeitschrift für Tierzüchtung und Züchtungsbiologie, Volume 49, Issue 3, Parey, Berlin, 1941, S. 279–305.
- zusammen mit Ernst Schürmann: Die Rindersterilität als Folge ungünstiger Umweltbedingungen; zusammenfassender Bericht über mehrjährige Untersuchungen im Lande Nordrhein-Westfalen. Landesausschuss für Landwirtschaftliche Forschung, Erziehung und Wirtschaftsberatung des Landes Nordrhein-Westfalen, Bonn [u. a.], 1959
- Grundsätze und Entwicklungstendenzen der Methoden zur Bewertung von Futterproteinen. in: Zeitschrift für Tierphysiologie Tierernährung und Futtermittelkunde, Volume 20, Issue 1-5, Parey, Hamburg, Berlin, 1965, S. 163–167.
- zusammen mit Erhard Niess: Die Frage der Reproduzierbarkeit von Versuchen zur biologischen Proteinbewertung. in: Zeitschrift für Tierphysiologie Tierernährung und Futtermittelkunde, Volume 30, Issue 1-5, Parey, Hamburg, Berlin, 1972, S. 177–192.
- zusammen mit Kurt Kaemmerer, Hans-Joachim Kerber: Formaldehydgeschütztes Sojaprotein im Verträglichkeitsversuch bei Ratten : Herrn Prof. Dr. Richard Müller zum 65. Geburtstag gewidmet. Deutsche Landwirtschafts-Gesellschaft, Frankfurt/Main, 1977